# ألكسندر كوشكين
ألكسندر كوشكين (بالروسية: Кошкин, Александр Николаевич)‏ (13 يونيو 1959 – 16 أكتوبر 2012) هو ملاكم روسي راحل، مثّل بلاده في الألعاب الأولمبية الصيفية 1980 وحقق الميدالية الفضية في فئة الوزن المتوسط الخفيف.

## روابط خارجية
ألكسندر كوشكين على موقع أوليمبيديا (الإنجليزية)